# Лавдовский, Владимир Александрович
Влади́мир Алекса́ндрович Лавдо́вский (19 (31) марта 1864 — 14 сентября 1932) — русский военачальник, генерал-лейтенант (1917), участник Первой мировой войны, Георгиевский кавалер, белоэмигрант.

## Биография
Родился в Херсонской губернии в семье военнослужащего, обер-офицера Русской императорской армии. Православного вероисповедания.
В августе 1883 года, после окончания Кишинёвской гимназии, поступил в Одессе на отделение математических наук физико-математического факультета Императорского Новороссийского университета.
Окончив учёбу в университете, в октябре 1887 года вступил в военную службу в Одессе в 15-ю артиллерийскую бригаду 15-й пехотной дивизии вольноопределяющимся 1-го разряда. В июне 1889 года, по окончании срока действительной военной службы, выдержав офицерский экзамен при Михайловском артиллерийском училище (в Санкт-Петербурге), был произведен в подпоручики и в дальнейшем продолжал службу в 15-й артиллерийской бригаде субалтерн-офицером. В декабре 1891 года был произведен в поручики.
В 1895 году, успешно выдержав вступительный экзамен, был зачислен слушателем в Николаевскую академию Генерального штаба в Санкт-Петербурге. 28 июля 1896 года поручик Лавдовский, состоящий при Академии, был произведен в штабс-капитаны, с оставлением при той же Академии.
В мае 1898 года окончивший учебный курс двух классов по 1-му разряду и дополнительный курс Академии успешно штабс-капитан 15-й артиллерийской бригады Лавдовский за отличные успехи в науках был произведен в капитаны, причислен к Генеральному штабу и назначен состоять при Одесском военном округе.
29 декабря 1899 года причисленный к Генеральному штабу капитан 15-й артиллерийской бригады Лавдовский был переведен в Генеральный штаб, с назначением на должность обер-офицера для особых поручений при штабе 8-го армейского корпуса (в Одессе).
С 8 июня 1900 года Лавдовский — обер-офицер для поручений при штабе Одесского военного округа (с 18 октября 1900 по 18 октября 1901 года в Одессе, в прикомандировании к 57-му пехотному Модлинскому полку 15-я пехотной дивизии, проходил цензовое командование ротой).
С 31 мая 1902 года — исправляющий должность штаб-офицера для поручений при штабе того же военного округа. В декабре 1902 года был произведен в Генерального штаба подполковники.
Во время Русско-японской войны, в ноябре 1904 года, был назначен исправляющим должность начальника штаба 52-й пехотной дивизии, созданной в Одессе путём развёртывания 52-й пехотной резервной бригады (во время войны дивизия оставалась в Одесском военном округе). Со 2 мая по 3 сентября 1905 года проходил цензовое командование батальоном в 205-м пехотном Измаильском (бывшем 205-м пехотном резервном Измаильском) полку той же 52-й пехотной дивизии.
К лету 1906 года 52-я пехотная дивизия была свёрнута обратно в 52-ю пехотную резервную бригаду, при этом подполковник Лавдовский был назначен исправляющим должность штаб-офицера при управлении той же бригады. В декабре 1906 года он был произведен в Генерального штаба полковники, с утверждением в занимаемой должности.
В 1910 году, в ходе реорганизации армии, 52-я пехотная резервная бригада была упразднена и обращена на формирование 48-й пехотной дивизии, в связи с чем, с 27 ноября 1910 года, полковник Лавдовский был зачислен в запас Генерального штаба «по случаю оставления за штатом».
4 июня 1911 года был определён в службу в Генеральный штаб, с назначением начальником штаба 4-й стрелковой бригады, расквартированной в Одессе.
В июне 1912 года Лавдовский был назначен командиром расквартированного в Одессе 59-го пехотного Люблинского полка, во главе которого, в составе 15-я пехотной дивизии 8-го армейского корпуса, в июле 1914 года вступил в Первую мировую войну на Юго-Западном фронте (в Галиции, в Карпатах).
В ноябре 1914 года произведен в генерал-майоры; в июле 1915 года назначен командиром бригады 15-й пехотной дивизии. 
25 сентября 1915 года был назначен начальником штаба 18-го армейского корпуса, однако менее чем через месяц, 23 октября того же года, возвращён обратно на прежнюю должность.
С апреля 1916 года Лавдовский — начальник штаба 45-го армейского корпуса; 15 мая того же года возглавил штаб 8-го армейского корпуса; 25 сентября 1916 года был назначен командующим 50-й пехотной дивизией.
После Февральской революции 1917 года, 15 апреля, был назначен командующим 2-й пехотной дивизией, а уже 28 апреля того же 1917 года — командующим 7-м Сибирским армейским корпусом (7-я армия, Юго-Западный фронт).
5 мая 1917 года был произведен в генерал-лейтенанты, с утверждением в должности командира 7-го Сибирского армейского корпуса.
После Октябрьской революции 1917 года в Петрограде, с января по март 1918 года — командующий 7-й армией, которая оказалась под двойной юрисдикцией — Советской России и Украинской народной республики.
Во время Гражданской войны в России служил в 1918 году в армии Украинской державы, в 1919 году — был на учёте в Вооружённых силах Юга России.
В эмиграции — в Болгарии. До последнего дня состоял в кадре РОВС.
Умер 14 сентября 1932 года в доме инвалидов, в селе Княжево близ Софии (ныне — в черте города, юго-западная окраина Софии). Похоронен на местном кладбище.

## Награды
- Орден Святого Станислава 3-й степени (ВП 06.12.1902)
- Орден Святого Станислава 2-й степени (ВП 05.03.1906)
- Орден Святого Владимира 4-й степени (ВП 13.10.1906)
- Орден Святого Владимира 3-й степени (06.12.1909; ВП 14.02.1910)
  - Мечи к имеющемуся ордену Святого Владимира 3-й степени (16.11.1914; ВП 19.11.1914)
- Орден Святого Станислава 1-й степени с мечами (ВП 27.06.1915)
  - Мечи и бант к имеющемуся ордену Святого Владимира 4-й степени (ВП 27.08.1915)
- Орден Святого Георгия 4-й степени (утв. ВП 09.09.1915), — …за то, что будучи командиром 59-го пехотного Люблинского полка, в ночь с 24-го на 25-е января 1915 года, стремительной атакой  овладел укрепленной позицией противника у с. Ославице, захватив в плен 30 офицеров,  1700  нижних чинов, 6 пулеметов, 30 лошадей, оружие, патроны и телефоны. Эта блестящая атака имела результатом захват с. Лупков и железнодорожных станций того же названия.[26]
- Орден Святой Анны 1-й степени с мечами (ВП 14.10.1915)
- Георгиевское оружие (утв. ВП 10.11.1915), — …за то, что 31-го октября 1914 года при атаке укрепленной позиции у с. Буковска, ударив во фланг и тыл противника, заставил его бросить свои позиции и отступить.[27]
- Орден Святого Владимира 2-й степени с мечами (ВП 20.12.1916)

Иностранные награды:
- Британский орден Святых Михаила и Георгия, степень «рыцарь-командор»  (англ.) Knight Commander, KCMG (1915)